# Castillo de Ferrellón
El castillo de Ferrellón fue un castillo medieval cuyos vestigios se encuentran situados en lo alto de una de las Peñas de Herrera, en el término del municipio español de Añón de Moncayo en la provincia de Zaragoza. 

## Reseña
El castillo de Ferrellón fue una fortaleza, hoy prácticamente desaparecida, de la que no quedan más que los trabajos tallados en la roca. Se encuentra situado a 1463 m s. n. m. y sirvió como puesto de primera defensa en la frontera entre los reinos de Aragón y Castilla. Era la fortaleza principal de las dos, y a diferencia del vecino castillo de Ferrera, fue destruido durante la guerra de los Dos Pedros en 1366 y no volvió a ser utilizado.